# アウトライン・イン・カラー
アウトライン・イン・カラー（Outline In Color）とは、アメリカ合衆国オクラホマ州タルサ出身のポスト・ハードコアバンドである。
本国アメリカより先に日本で人気が出たバンドであり、2018年6月にKyle Lucasと共に初来日公演を行った。

## メンバー

### 現メンバー
- ジョナサン・グライムス/Jonathan Grimes - ボーカル (2009-2011, 2017-現在）、ベース (2019-現在)
- マイケル・スキャグス/Michael Skaggs - ボーカル (2019-現在)、ベース (2011-2019)、キーボード (2009-2011)
- シージェイ・コクラン/See Jay Cochran - ギター (2009-現在)
- オースティン・マクフェリン/Austin McFerrin - ドラム (2009-2014, 2019-現在)

### 旧メンバー
- フォレスト・マンキンス/Forrest Mankins - ギター (2009-2014)
- ペイトン・カーヴェル/Peyton Carvell - ギター (2015-2016)
- ケーシー・サイモンセン/K.C Simonsen - ボーカル (2011-2016)

2011年の加入以降『Jury of Wolves』、『Masks』、『Struggle』にクリーンヴォーカリストとして参加。
アルコール依存症を原因とするバンドメンバーとの関係悪化により2016年に脱退。
- ニック・タイラー/Nick Taylor - ドラム (2015-2019)
- トレバー・タトロ/Trevor Tatro - ボーカル (2009-2019)

結成メンバーの一人で2019年までのすべての作品に参加。
Timeline

## 略歴
2009年バンド結成。
2010年にセルフリリースEP『Outline In Color EP』を発表。
2011年にGarimpeiro Recordsより『Outline In Color EP』の日本盤を発売。また、クリーンボーカリストのジョナサン・グライムスがバンド脱退を発表。新しいクリーンボーカリストとしてバークリー音楽大学出身のケーシー・サイモンセンがバンドに加入する。2011年5月、日本のFear From The Hateの呼びかけにこたえ、震災/津波被害ベネフィットコンピレーション『A Wish To End The Tragedy』に未発表トラック『Mothership!』（後に『Hope In The Wrong Hands』と改題、1stフルアルバム『Jury of Wolves』に収録される）を提供。
2012年7月に2010年に発表した『Outline In Color EP』より新ボーカリストによる再録版『Every Boy Should Collect Knives, Vol 2』と『No Bleeding On The Carpet (Acoustic Version)』をリリース。その後、メンフィス・メイ・ファイアーのボーカリストMatty Mullinsをゲストボーカルとして迎えたシングル、『I Ain't Afraid Of No Ghost (feat. Matty Mullins)』と『Jury of Wolves』を発表し、その二曲が収録された1stフルアルバム『Jury of Wolves』をBRKN Recordsより発売。後に日本盤がGo With Me Recordsより発売された。
2013年にStandby Recordsと契約を結び、同年10月に配信限定シングル『I Am My Own Invention (Tauscher.0)』を発売。
2014年6月、2ndフルアルバム『Masks』をStandby Recordsより発売。日本盤はGo With Me Recordsより発売された。
2015年、配信限定シングル『Fever Frenzy』を発表。
2016年、3rdフルアルバム『Struggle』をStandby Recordsより発売。同年12月にクリーンボーカリストのケーシー・サイモンセンがバンドを脱退。
2017年、結成時のクリーンボーカリストであったジョナサン・グライムスが再びバンドに加入、配信限定シングル『Three Knee Deep』、『Year 8』、そして1stアルバム『Jury of Wolves』に収録されていた楽曲のアコースティック版『The Chase Scene』を発表。
2018年1月には米レコードレーベルWe Are Triumphantのカバーコンピレーションアルバム『Got You Covered Vol. 2』にケシャの『Learn to Let Go』のカバーを提供。また、同年6月には日本ツアーをラッパーのKyle Lucasと共に行った。同年10月末、米レコードレーベルWe Are Triumphantとプロモーション会社Ghost Killer Entertainmentによるマイ・ケミカル・ロマンスの2ndアルバム『スウィート・リベンジ』のカバーコンピレーションアルバム『Three Cheers for Sweet Revenge: An Encore』に『Thank You for the Venom』のカバーを提供。
2019年1月11日に先行シングル『Broken Record』をリリース、4thフルアルバム『Outline in Color』を同年2月8日にリリースした。同年11月6日、ボーカリストのトレバー・タトロがバンドからの脱退を発表。ベースを担当していたマイケル・スキャグスがトレバーの後釜に収まり、ベースはクリーンボーカリストのジョナサン・グライムスが兼任となった。
2020年2月28日に新体制での初の楽曲となるシングル『Ghost of You』をリリース。7月10日に5曲入りEP『Imposter Syndrome』をリリース。
2021年4月23日に前作のEPの続編に当たる『Imposter Syndrome, Pt.2』をリリースした。

## ディスコグラフィー

### アルバム
| 発売日        | タイトル         | レーベル                                    |
| ------------- | ---------------- | ------------------------------------------- |
| 2012年9月25日 | Jury of Wolves   | BRKN Records(US)、Go With Me Records(JP)    |
| 2014年6月24日 | Masks            | Standby Records(US)、Go With Me Records(JP) |
| 2016年3月11日 | Struggle         | Standby Records                             |
| 2019年2月8日  | Outline in Color | セルフリリース                              |

### EP
| 発売日        | タイトル                | レーベル                                   |
| ------------- | ----------------------- | ------------------------------------------ |
| 2010年9月28日 | Outline In Color EP     | セルフリリース(US)、Garimpeiro Records(JP) |
| 2020年7月10日 | Imposter Syndrome       | セルフリリース                             |
| 2021年4月23日 | Imposter Syndrome, Pt.2 | セルフリリース                             |

### シングル
| 発売日        | タイトル                                         | レーベル        | 収録アルバム                                                 |
| ------------- | ------------------------------------------------ | --------------- | ------------------------------------------------------------ |
| 2010年9月28日 | Bad Romance                                      | セルフリリース  | Outline In Color EP （iTunes版、日本盤ボーナストラック）     |
| 2012年7月10日 | Every Boy Should Collect Knives, Vol. 2          | セルフリリース  | Jury of Wolves (日本盤ボーナストラック)                      |
| 2012年7月10日 | No Bleeding On the Carpet (Acoustic Version)     | セルフリリース  | なし                                                         |
| 2012年8月21日 | I Ain't Afraid of No Ghost (feat. Matty Mullins) | セルフリリース  | Jury of Wolves                                               |
| 2012年9月4日  | Jury of Wolves (Single)                          | セルフリリース  | Jury of Wolves (アルバム版では A Jury of Wolvesとなっている) |
| 2013年10月8日 | I Am My Own Invention (Tauscher.0)               | Standby Records | なし                                                         |
| 2015年2月25日 | Fever Frenzy                                     | セルフリリース  | なし                                                         |
| 2017年9月14日 | Three Knee Deep Year 8 The Chase Scene           | セルフリリース  | なし                                                         |
| 2019年1月11日 | Broken Record                                    | セルフリリース  | Outline in Color                                             |
| 2019年1月25日 | Not Enough                                       | セルフリリース  | Outline in Color                                             |
| 2020年2月28日 | Ghost of You                                     | セルフリリース  | なし                                                         |
| 2020年5月15日 | Breaking the Silence                             | セルフリリース  | Imposter Syndrome                                            |
| 2020年6月5日  | Alibi                                            | セルフリリース  | Imposter Syndrome                                            |
| 2020年6月26日 | Punishment (feat. Kalie Wolfe)                   | セルフリリース  | Imposter Syndrome                                            |

### 参加作品
| 発売日         | タイトル                                  | レーベル           | 収録曲                  |
| -------------- | ----------------------------------------- | ------------------ | ----------------------- |
| 2011年5月28日  | A Wish To End The Tragedy                 | Garimpeiro Records | Mothership!             |
| 2018年1月26日  | Got You Covered Vol. 2                    | We Are Triumphant  | Learn to Let Go         |
| 2018年10月31日 | Three Cheers for Sweet Revenge: An Encore | We Are Triumphant  | Thank You for the Venom |